# Любице
Любице (Liubice) или Старый Любек (нем. Alt-Lübeck) — славянское поселение-предшественник современного Любека, существовавшее примерно с 819 по 1138 год и располагавшееся при слиянии рек Швартау и Траве.

## Расположение

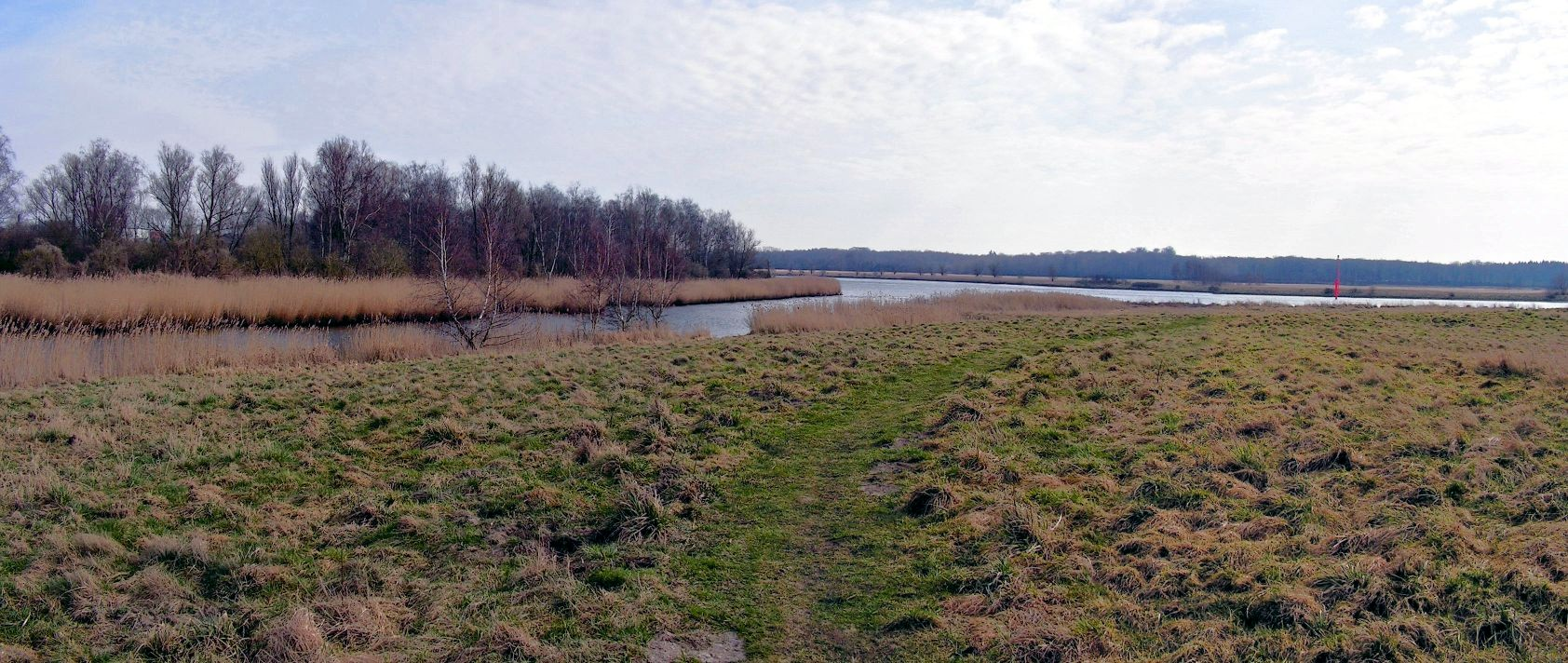
Впадение Швартау (слева) в Траве.

Любице располагалась примерно в шести километрах ниже по течению Траве от Старого города Любека напротив острова Терхофинзель на полуострове, образованном излучиной (старицей) Траве и впадающей в неё рекой Швартау. Городище зарегистрировано как археологический памятник в списке памятников ганзейского города Любек.

## Название
Самое раннее упоминание названия Любице можно найти в «Деяниях архиепископов гамбургской церкви» Адама Бременского второй половины XI века. Происхождение и значение названия долго и остро обсуждались в лингвистике и исторических исследованиях топонимов. С одной стороны, речь шла о вопросе о немецком или славянском происхождении названия «Любек», на который сегодня единогласно отвечают, что оно имеет славянское происхождение и восходит к корню люб. С другой стороны, обсуждался вопрос, связан ли топоним напрямую со значением «любый, любимый» или косвенно через личное имя. До середины XX века преобладала первая точка зрения, обоснованная Вильгельмом Онезорге (Любице — «любимый, прекрасный»), однако впоследствии стала преобладать точка зрения, что имя переводится как «любичи» — множественное число отчества от имени Люб или Любомир, то есть Любице означает «потомки Люба/Любомира».

## История

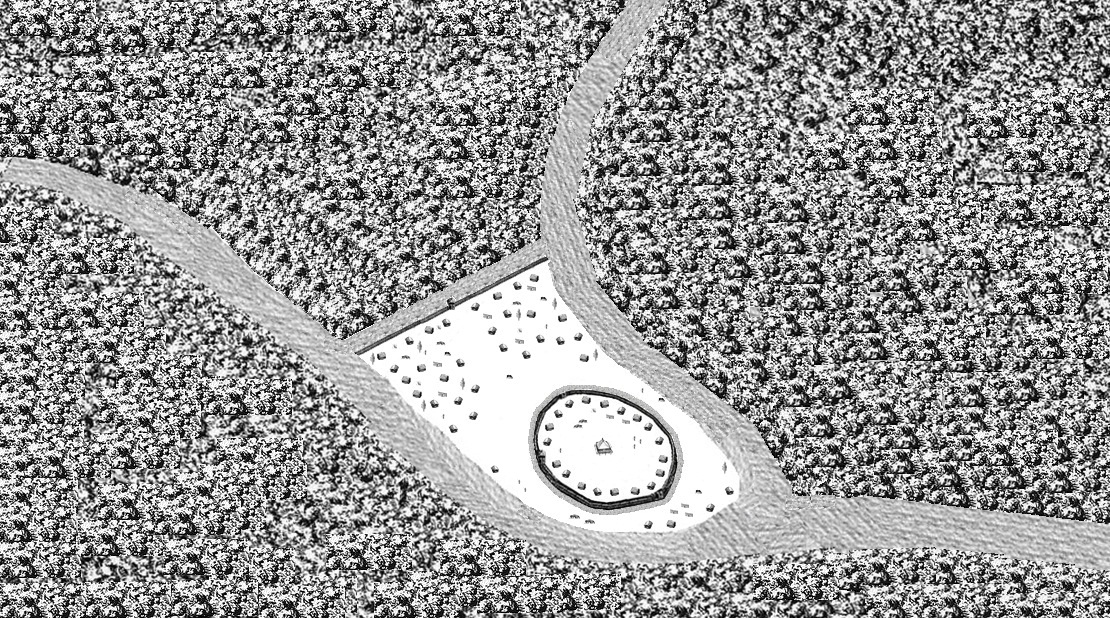
Вариант реконструкции

В VII веке славянские народы переселились в районы Любекского залива, покинутые германским населением во время Великого переселения народов. Вагры и полабы построили густую сеть деревень и замков, включая Ольденбург (Старигард), Плён, Ратцебург, а затем и славянскую княжескую резиденцию Любице как крепость в устье Швартау и Траве. Этот город-крепость не упоминается в письменных источниках, но, вероятно, связана с конфликтом между Франкской империей, датчанами и славянами в начале IX века. На протяжении второй половины IX века он был малонаселённым и был заброшен около 900 года. В отношении всего X века археологами не обнаружено следов поселения. Новое заселение этого места произошло в начале XI века.
В середине XI века Любице был расширен, в результате чего возник крупный поселенческий комплекс. В 1055 и в последующие годы по инициативе наконидского князя Готшалька была построена новая стена. Пытаясь обратить полабских славян в христианство, он восстановил старую Ольденбургскую епархию и основал несколько монастырей. В этом контексте Любице впервые упомянул Адам Бременский. Но уже в 1066 году Готшальк был убит в ходе восстания языческой знати, все духовенство было изгнано, а церковные здания разрушены.
После смерти Готшалька князь Круто стал править не только Вагрией, но и всем союзом бодричей. Начало перестройки замка пришлось на последние годы его правления. В 1087 году укрепления были вновь обновлены. За это время крепость с западной стороны была усилена рвом шириной 12 м, наполненным водой и отделявшим её от суши.
Любице расцвёл при сыне Готшалька Генрихе, правившем с 1093 года. Он сделал Любице центром своих владений, превратив его в ранний городской комплекс, состоящий из замка, гавани и двух внешних поселений во дворе. На противоположенном берегу реки им было основано купеческое поселение. В заново укреплённом замке была построена церковь, о которой упоминает в своей хронике Гельмольд фон Босау, не описывая, однако, её внешний вид. Преемником Генриха в 1129 году стал Кнуд Лавард. Он использовал Любице как королевскую резиденцию. Также в Любице производилась чеканка монет.
В 1138 году раны разрушили Любице, после чего он перестал быть центром торговли. Название перешло в 1143 году на крепость Буку, отстраиваемую графом Адольфом II Гольштейнским выше по течению. Именно вокруг неё сложился современный Любек.
Ещё до XIII века включительно жившие в округе бодричи собирались в новом Любеке на вече перед церковью святой Марии в новом Любеке. Следы славянских права сохранились в Любекском законодательстве .

## Раскопки и археологические находки

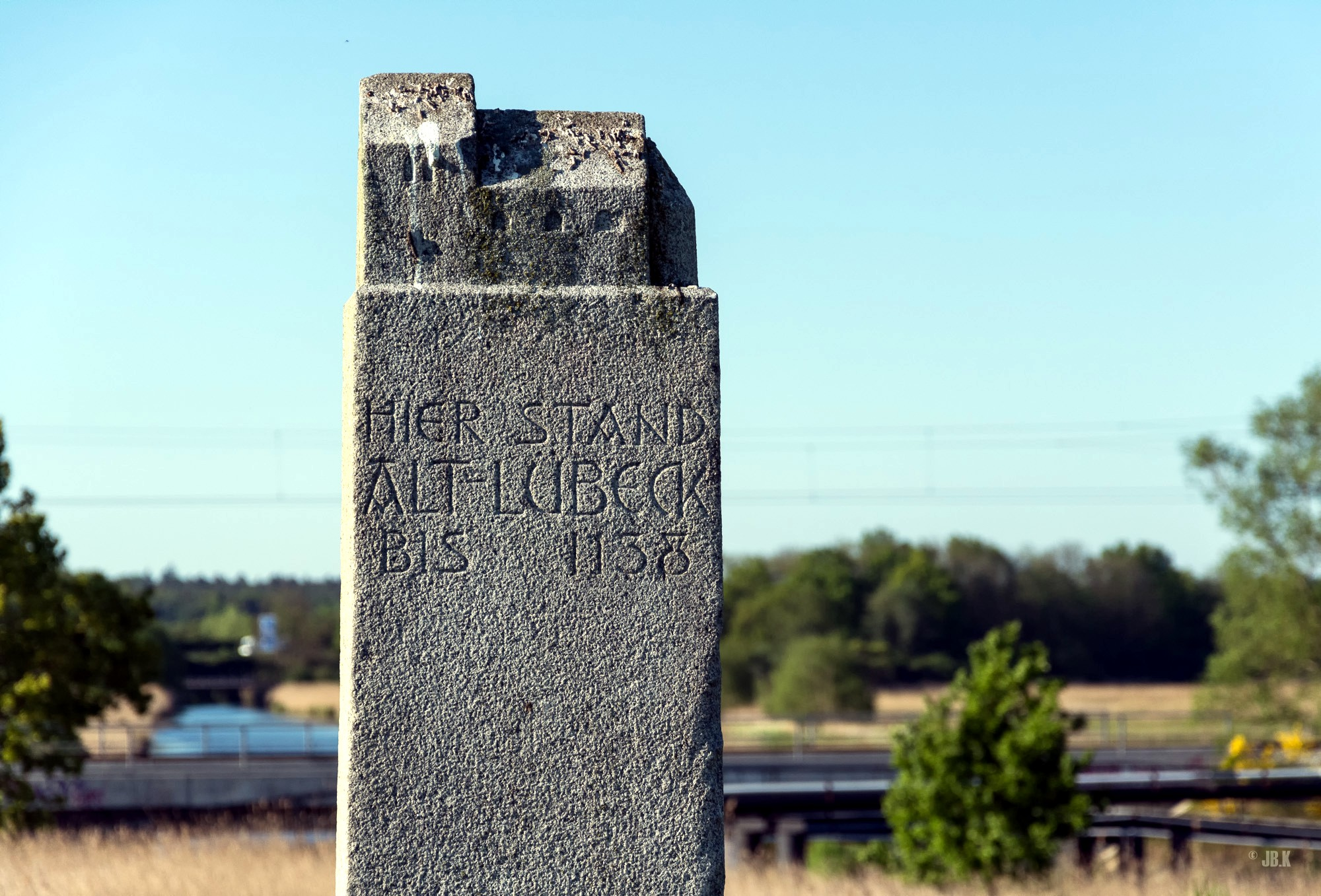
Мемориальный камень, установленный на месте Любице (Старого Любека)

Первые раскопки проводились в середине XIX века любекским пастором Маркусом Йохимом Карлом Клюгом. При нём был раскопан каменный фундамент церкви. В качестве погребального инвентаря здесь были обнаружены золотые перстни, височные кольца и броши. Раскопки в 1906 и 1908 годах были инициированы Вильгельмом Онезорге. Район Любице был исследован в ходе многочисленных дальнейших раскопок, последний раз в 1999–2001 годах.
С помощью метода дендрохронологии, появившегося в 1970-х годах, самая старый земляной вал можно было датировать 819 годом. Есть еще два отрезка вала, датированные 1055 и 1087 годами. Вал имел диаметр около 100 м и ворота с южной стороны. Дендрохронологические данные указывает на два ремонта вала и строительные работы внутри крепости в 1002 и 1035 годах. В то время по всей крепости встречались деревянные постройки.
Под каменной церковью, найденной пастром Клюгом в XIX веке, в 1977 году была обнаружена предшествующая ей деревянная церковь. Она имела крестообразный фундамент длиной 22 м и шириной 15 м. Её формы необычно для славянской и скандинавской архитектуры, аналоги известно только из Исландии. Каменная церковь была более представительной и архитектурно сложной. Её датируют концом XI века. Длина её фундамента составляла 20 м, ширина — 11 м. Она была однонефной и имела полукруглую апсиду. Богатые украшения из могил в церкви характеризуют её как место захоронения королевской семьи. Также была найдена пластина из слоновой кости с изображением распятия.
Остатки торгового поселения за пределами крепости были уничтожены в ходе искусственного выпрямления Траве около 1880 года.